# Move Me
Move Me — девятнадцатый студийный альбом британской рок-группы Nazareth, вышедший в 1994 году. 
Записан на студии C.A.S. Studios в Германии.

## Список композиций
Слова и музыка всех песен — Билли Рэнкин кроме отмеченных.
| №                   | Название                   | Автор(ы)                           | Длительность |
| ------------------- | -------------------------- | ---------------------------------- | ------------ |
| 1.                  | «Let Me Be Your Dog»       |                                    | 4:39         |
| 2.                  | «Can’t Shake Those Snakes» | Билли Рэнкин, Мик Пол              | 3:22         |
| 3.                  | «Crack Me Up»              |                                    | 3:40         |
| 4.                  | «Move Me»                  |                                    | 3:43         |
| 5.                  | «Steamroller»              | Пит Эгнью, Рэнкин, Дэн Маккафферти | 4:28         |
| 6.                  | «Stand By Your Beds»       | Эгнью, Рэнкин, Том Хардуэлл        | 4:11         |
| 7.                  | «Rip It Up»                |                                    | 3:32         |
| 8.                  | «Demon Alcohol»            |                                    | 2:56         |
| 9.                  | «You Had It Comin’»        |                                    | 4:58         |
| 10.                 | «Bring It Home to Mama»    |                                    | 3:58         |
| 11.                 | «Burning Down»             |                                    | 4:48         |
| Общая длительность: | Общая длительность:        | Общая длительность:                | 44:15        |

| №                   | Название              | Автор(ы)                                     | Длительность |
| ------------------- | --------------------- | -------------------------------------------- | ------------ |
| 12.                 | «Razamanaz»           | Эгнью, Мэнни Чарлтон, Маккаферти, Дэрел Свит | 4:33         |
| 13.                 | «My White Bicycle»    | Кен Бёрджесс, Кит Хопкинс                    | 2:54         |
| 14.                 | «This Flight Tonight» | Джони Митчелл                                | 4:00         |
| Общая длительность: | Общая длительность:   | Общая длительность:                          | 55:42        |

| №                   | Название                                    | Автор(ы)                         | Длительность |
| ------------------- | ------------------------------------------- | -------------------------------- | ------------ |
| 12.                 | «Love Hurts» (Rock Orchestra Version)       | Будло и Фелис Брайант            | 4:05         |
| 13.                 | «Razamanaz» (Unplugged Version)             | Эгнью, Чарлтон, Маккаферти, Свит | 4:33         |
| 14.                 | «My White Bicycle» (Unplugged Version)      | Бёрджесс, Хопкинс                | 2:54         |
| 15.                 | «This Flight Tonight» (Unplugged Version)   | Митчелл                          | 4:00         |
| 16.                 | «Let Me Be Your Dog» (Edited Version)       |                                  | 5:29         |
| 17.                 | «Can’t Shake Those Shakes» (Edited Version) | Рэнкин, Мик Пол                  | 2:50         |
| 18.                 | «Move Me» (Edited Version)                  |                                  | 3:35         |
| Общая длительность: | Общая длительность:                         | Общая длительность:              | 71:41        |

## Участники записи
Приведены по сведениям базы данных Discogs.
Nazareth:
- Дэн Маккафферти — ведущий вокал
- Билли Рэнкин — гитара
- Пит Эгнью — бас-гитара
- Дэрел Свит — ударные

Технические персонал:
- Тони Тавернер — музыкальный продюсер, звукорежиссёр
- Nazareth — музыкальный продюсер
- Тим Янг — мастеринг-инженер[англ.]
- Дитер Фальк — музыкальный продюсер (песня «Love Hurts»)
- Юрген Копперс — звукорежиссёр (песня «Love Hurts»)
- Фин Костелло — фотографии
- Spin — дизайн конверта

## Позиции в хит-парадах
| Год  | Чарт                            | Высшая позиция | Пребывание в чарте |
| ---- | ------------------------------- | -------------- | ------------------ |
| 1994 | Швейцария (Schweizer Hitparade) | 36             | 2 недели           |